# Alt del Griu
Alt del Griu är ett berg i Andorra. Det ligger i parroquian Encamp, i den centrala delen av landet. Toppen på Alt del Griu är 2 875 meter över havet.
Den högsta punkten i närheten är 2 809 meter över havet, 1,2 kilometer sydost om Alt del Griu.
Trakten runt Alt del Griu består i huvudsak av kala bergstoppar och gräsmarker.